# Galbula
Galbula là một chi chim trong họ Galbulidae.

## Các loài
- Galbula albirostris (Latham, 1790)
- Galbula chalcothorax (P. L. Sclater, 1855)
- Galbula cyanescens (Deville, 1849)
- Galbula cyanicollis (Cassin, 1851)
- Galbula dea (Linnaeus, 1758)
- Galbula galbula (Linnaeus, 1766)
- Galbula leucogastra (Vieillot, 1817)
- Galbula pastazae (Taczanowski y Berlepsch, 1885)
- Galbula ruficauda (Cuvier, 1816)
- Galbula tombacea (Spix, 1824)

## Hình ảnh

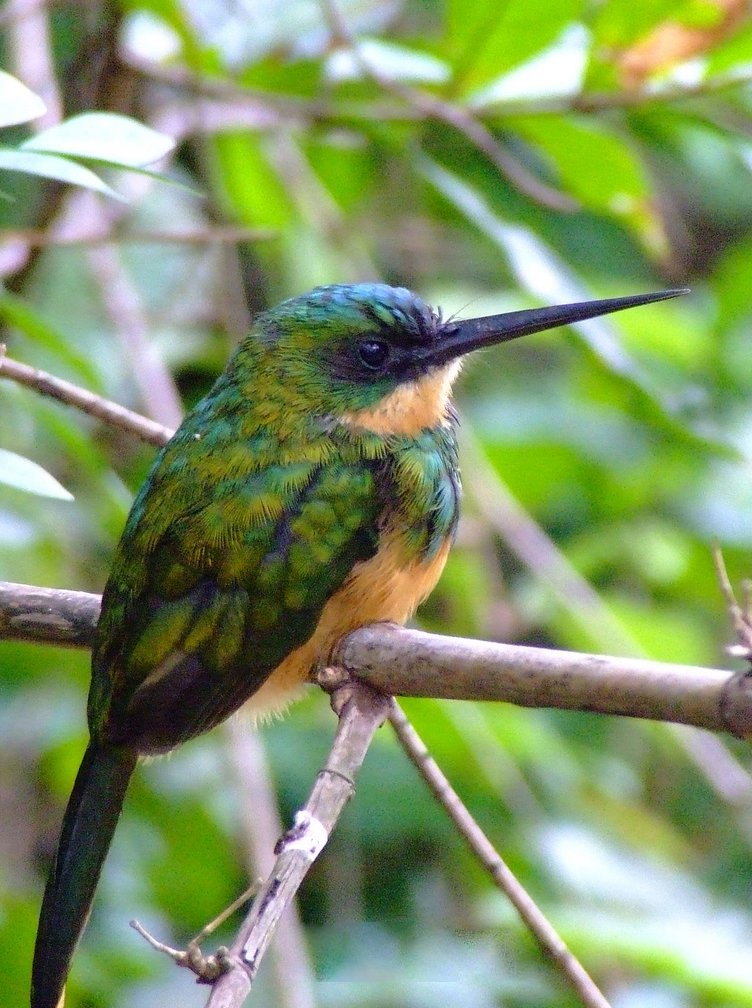
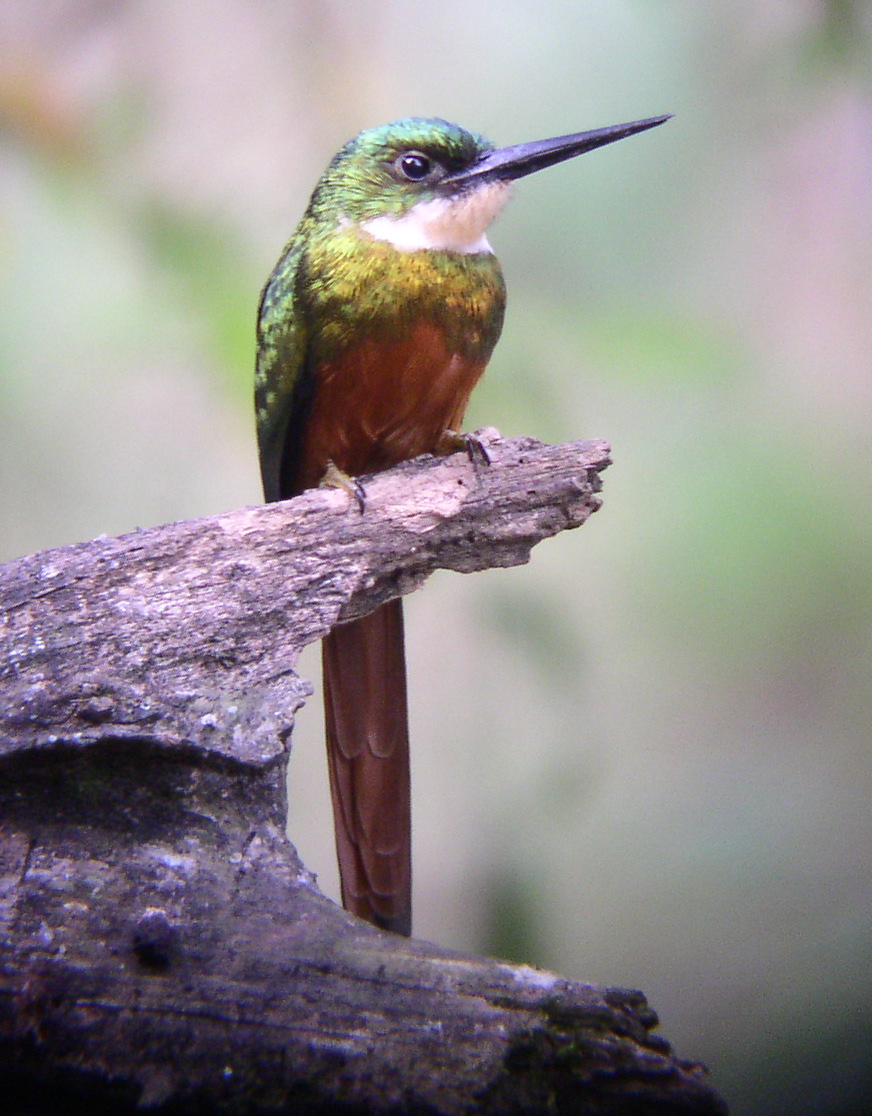
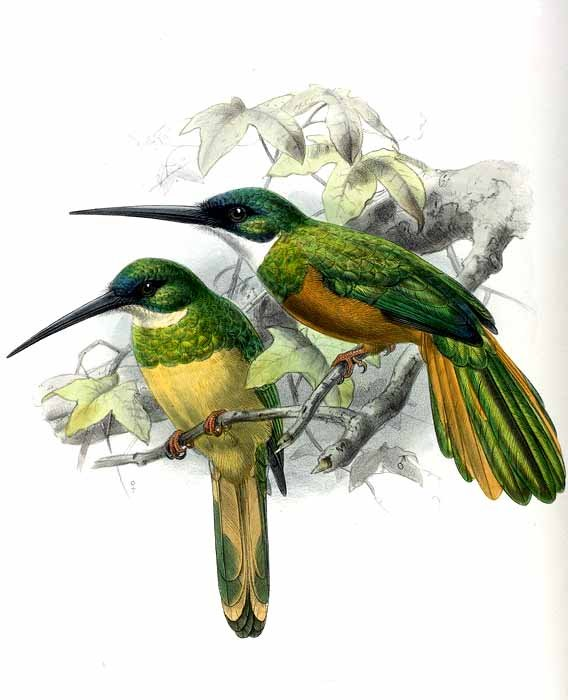